# Силвестър II
Папа Силвестър II (на латински: Silvester.PP.II), роден Жербер д'Орийак (на френски: Gerbert d'Aurillac), е френски учен и глава на Католическата църква, 139-ият папа в Традиционното броене. Той е първият папа французин.

## Биография
Роден е около 947 година в Беийак, графство Оверн, Франция. През юношеските години заминава за Испания (по това време Ал-Андалус), за да учи математика в Кордоба, където се запознава с арабската култура, математиците и астрономите на града, а по-късно учи и в Университета Ал-Карауин. След това месеци наред обикаля Индия. След завръщането си във Франция преподава в училището към катедралата на Реймс, където за кратко е и архиепископ. Впоследствие е настойник на император Отон III. Преди да бъде избран за папа през 999 г., е архиепископ на Равена.
Папа Силвестър II повлиява върху развитието на средновековните университетски програми. Висшият духовник пръв започва да преподава т. нар. квадривиум – аритметика, геометрия, астрономия и музика, на основата на тривиума – граматика, логика и реторика. Той въвежда повторно познатите в древността сметало абак и армилярната сфера, едно от първите изобретения за определяне на положението на планетите и на Слънцето през годината, изгубени за Европа от края на Гръко-римската епоха. Известен е и с въвеждането на арабските цифри.
Заради опитите му да изкорени симонията и други видове корупция в Църквата и положителното му отношение към познанията на Античния свят, враговете му започват да го обвиняват в ерес и дори във връзки с Дявола.
Умира на 12 май 1003 година в Рим.